# Styringomyia ebejeri
Styringomyia ebejeri là một loài ruồi trong họ Limoniidae. Chúng phân bố ở miền Cổ bắc.